# مرگ بسی اسمیت
مرگ بِسی اِسمیت (انگلیسی: The Death of Bessie Smith) نمایش‌نامه تک‌پرده‌ای در انتقاد از  نژادپرستی است. این اثر توسط ادوارد آلبی، نویسنده نامدار آمریکایی نوشته شده‌است. این نمایش‌نامه که در سال ۱۹۵۹ نگاشته شد، برای نخستین‌بار در سال ۱۹۶۰ در برلین غربی بر روی صحنه رفت. داستان نمایش‌نامه در سال ۱۹۳۷ و در شهر ممفیس اتفاق می‌افتد و به داستان مرگ بسی اسمیت خواننده شهیر موسیقی بلوز در اثر تصادف اتومبیل و پذیرفته نشدن در بیمارستان به دليل رنگ پوستش اشاره دارد. 